# Pszenno
Pszenno (dawna niemiecka nazwa Weizenrodau) – wieś w Polsce położona w województwie dolnośląskim, w powiecie świdnickim, w gminie Świdnica.
Pszenno, notowane w dokumentach jako Weisinrod lub Wisyngerode, było lokowane na prawie niemieckim w 1243 roku.
W latach 1945–1954 siedziba gminy Pszenno, następnie, aż do 1961 gromady Pszenno, po jej zniesieniu w gromadzie Świdnica. Od 1973 r. w gminie wiejskiej Świdnica. W latach 1975–1998 miejscowość administracyjnie należała do województwa wałbrzyskiego.
We wsi jest przystanek kolejowy Pszenno.

## Zabytki
Do wojewódzkiego rejestru zabytków wpisany jest:
- kościół parafialny pw. św. Mikołaja, z pierwszej połowy XIV w., rozbudowany w 1491, przebudowany w 1552. Gotyckie portale, zworniki. Wystrój barokowy m.in. ołtarz główny Św. Rodziny, olejne obrazy męczenników z XVIII w, pięć renesansowych nagrobków z 1540-1570. W murze cmentarnym osiem kamiennych krzyży, aktualnie niewidocznych (znajdują się pod poziomem gruntu)[6]

## Demografia
W 2019 r. miejscowość liczyła 1744 mieszkańców i było największą miejscowością gminy Świdnica.

## Pszenno a przodkowie Mikołaja Kopernika
Pewne źródła, m.in. „Stromata copernicana. Studja, poszukiwania i materjały biograficzne” L.A.Birkenmajera wskazują, że z Pszenna pochodzi ród bezpośrednich przodów Mikołaja Kopernika z linii matki – Łukasza Watzenrodego Starszego (1400-1462, obywatel i kupiec toruński) oraz Łukasza Watzenrodego (1447-1512, książę-biskup warmiński). Teza ta została obalona przez wykazanie, iż chodzi tu o przypadkowe podobieństwo nazwisk dwóch rodów: przodków Kopernika – rodu Watzenrode, którzy pochodzili z Hesji; oraz rycerskiego i słowiańskiego rodu panów z Pszenna (niem. Weißelrode), którzy nie mieli z rodziną astronoma nic wspólnego. Kompleksowo problematykę sporów o pochodzenie Mikołaja Kopernika ujął w swej monografii M. Kokowski.